# Võrgukare
Võrgukare est une île d'Estonie dans le golfe de Riga.